# Jägerbude
Jägerbude ist ein Wohnplatz der Stadt Erkner im Landkreis Oder-Spree im Land Brandenburg.

## Geografische Lage
Der Wohnplatz liegt an der südöstlichen Grenze der Gemarkung und dort unmittelbar an der Spree, die von Osten kommend in nordwestlicher Richtung an der Bebauung vorbeiführt. Nordwestlich liegt mit Hohenbinde ein weiterer Wohnplatz der Stadt Erkner, östlich führt die Bundesautobahn 10 in Nord-Süd-Richtung am Wohnplatz vorbei. Südwestlich der Spree liegt mit Burig ein Wohnplatz der Gemeinde Gosen-Neu Zittau.

## Geschichte
Ein Etablissement Jägerbude wurde erstmals 1841 urkundlich erwähnt. Es gehörte zu dieser Zeit zum Amt Rüdersdorf und wurde im Jahr 1860 als Abbau der Kolonie Hohenbinde geführt. In der besagten Kolonie und in Jägerbude standen zu dieser Zeit in Summe drei Wohn- und fünf Wirtschaftsgebäude. Im Jahr 1925 lebten in Jägerbude sechs Personen; ein Jahr später wurde von einem Haus, der sogenannten Spreebordsiedlung berichtet. Jägerbude ist seit 1957 ein Wohnplatz von Erkner. Die Flächen werden im 21. Jahrhundert im Wesentlichen von einem Campingplatz eingenommen, daneben existierte bis 2022 eine Hundepension. Stand 2024 umfasst Jägerbude nur noch den Campingplatz, sowie die Pension Jägerbude und ein Restaurant, welches sich auf dem Campingplatz befindet.